# 4862 Loke
4862 Loke (1987 SJ5) là một tiểu hành tinh vành đai chính được phát hiện ngày 30 tháng 9 năm 1987 bởi P. Jensen ở Brorfelde.